# Пирмаер, Йосип
Йосип Пирмаер (хорв. Josip Pirmajer; 14 февраля 1944, Трбовле — 24 июня 2018, Србобран, Воеводина) — югославский и словенский футболист, игрок сборной Югославии, тренер.

## Карьера
Йосип начал профессиональную карьеру в футбольном клубе «Нови-Сад» из одноименного города. За 3 года в этом клубе он провел 47 матчей, в которых забил 8 мячей.

В 1964 году он перешел в ФК «Партизан» из Белграда. За 4 года в этом клубе он провел 130 матчей, в которых забил 36 раз.

Позже, он перешел в футбольный клуб «Войводина». В его составе он провел 81 матч и забил 15 мячей.

С 1972 по 1975 год он играл за французский футбольный клуб Ним. За эти 3 года он провел 60 официальных матчей, в которых 5 раз забил гол.

В конце своей карьеры он вернулся в родной ФК «Нови-Сад». В 1977 году он завершил профессиональную карьеру игрока.

В течение 2 лет, с 1964 по 1966 год Йосип вызывался в национальную сборную Югославии. Был заявлен на Олимпиаду 1964 года, но не провел там не одного матча. Всего провел за сборную 4 матча, в которых не разу не забил.

## Награды
Партизан
Первая лига
- Чемпион: 1964/1965

Кубок европейских чемпионов
- Вице-Чемпион: 1965/66